# Valeriana barbulata
Valeriana barbulata là một loài thực vật có hoa trong họ Kim ngân. Loài này được Diels miêu tả khoa học đầu tiên năm 1912.